# خوسيه مي
خوسيه مي (بالفرنسية: José Hmaé)‏ هو لاعب كرة قدم فرنسي في مركز الهجوم، ولد في 5 مارس 1978 في كاليدونيا الجديدة في فرنسا. شارك مع منتخب كاليدونيا الجديدة لكرة القدم. أما مع النوادي، فقد لعب مع إيه إس بيراي.

## وصلات خارجية
- خوسيه مي على موقع الاتحاد الدولي (مؤرشف)  (الإنجليزية)
- خوسيه مي على موقع قاعدة بيانات كرة القدم.إي يو (الإنجليزية)
- خوسيه مي على موقع ناشيونال فوتبول تيمز (الإنجليزية)